# Pedra Lavrada
Pedra Lavrada é um município brasileiro do estado da Paraíba. Está localizado na Região Geográfica Imediata de Cuité-Nova Floresta. De acordo com o censo realizado pelo IBGE (Instituto Brasileiro de Geografia e Estatística) no ano de 2009, sua população é de 7.035 habitantes. Área territorial de 390 km².

## História
Presume-se que em 1750, de uma fazenda pertencente à família Silva Silveira, originou-se a povoação de Itacoatiara, que depois passou a ter o nome atual, em virtude da existência de Pedras Lavradas distantes cerca de 1 km de onde está erguido à cidade, existindo também no local, um grande bloco de granito onde se encontram inscrições variadas, alvo de estudos de diversos historiadores. Ademário de Souza, um dos maiores educadores de Pedra Lavrada, afirma que em 1760, por intermédio de visitante Dr, Alexandre Bernadino dos Reis, o senhor José Bezerra da Costa pediu licença ao bispo de Campina Grande, Dom Tomaz da Encarnação Costa, para a edificação de uma capela de Nossa Senhora da Luz. José Bezerra da Costa doou 25 graças de terra ao patrimônio da igreja, para a edificação da referida capela. Em 29 de maio do mesmo ano, a capela pertencente à freguesia de Caicó, foi inaugurada com uma grande procissão, tendo sido benta em 1789. Em 1843, Vicência de Paiva Cunha, irmã do coronel Antônio Gomes Arruda Barreto, doou também ao patrimônio de Nossa Senhora da Luz, 480 braças de terras do nascente ao poente e 2.400 braças de norte a sul se limitando ao nascente com as terras do Tamanduá, ao poente com o Retiro e Carnaúba, ao norte com as terras do Caldeirão e, ao sul com o Riacho dos Porcos. A Freguesia foi criada através da lei provincial n° 02, de 19 de agosto de 1859, tendo sido desmembrada da Freguesia de Cuité que por sua vez foi desmembrada da de Caicó em 25 de agosto de 1801 que dependia por decreto do Bispo de Olinda, Dom Joaquim de Azevedo Coutinho. Teve como seu primeiro Vigário Marcelino Rogério dos Santos Freire, que assumiu em 15 de julho de 1860, trabalhando durante 10 anos.
Da união de duas famílias nasce o desejo de libertação de Pedra Lavrada.
Na década de 50 as terras onde hoje estão localizadas os municípios de Frei Martinho, Nova Palmeira, Pedra Lavrada e Cubati pertenciam ao município de Picuí. No Inicio dos anos 50, as lideranças políticas das vilas acima citadas tais como: Rivaldo Henrique da Costa, Luiz Eugênio, Nego Caetano, José Amaro e Bento Coelho em Nova Palmeira; José de Medeiros Dantas, José Paulino da Costa, Leôncio Sales, Antônio Caboclo e José Justino em Cubati, sob a liderança de João Cordeiro e Eugênio Vasconcelos de Pedra Lavrada, se uniram com a finalidade de eleger o prefeito de Picuí que fosse ligado às causas de libertação das Vilas. Assim, foi eleito João Cordeiro e na eleição seguinte o representante da família Vasconcelos, Eugênio Vasconcelos, e foi no seu governo que iniciou-se o processo de emancipação política de Pedra Lavrada. Os deputados José Pereira e Antônio Bezerra Cabral foram os principais articuladores do processo de emancipação de Pedra Lavrada, sendo Antônio Cabral o responsável pela propositura na Assembleia Legislativa o que foi prontamente aceita pelo então presidente da Casa, deputado Inácio José Feitosa. O ato ocorreu durante o Governo de Pedro Moreno Gondim. Pela Lei Estadual nº 1.944 de 13 de janeiro de 1959 foi decretada a emancipação política de Pedra Lavrada, tendo sido instalado o município em 25 de janeiro do mesmo ano. Desta forma, Pedra Lavrada foi o primeiro município a se libertar dos domínios de Picuí, desencadeando, assim, o desejo de liberdade das outras vilas, e no mesmo ano de 1959 Picuí já não tinha mais nenhum vila, todas seguiram o mesmo destino de Pedra Lavrada: tornaram-se independente.

## Geografia
Pedra Lavrada está situado na Mesorregião da Borborema, na microrregião do Seridó, possui uma área de 393.4 km, com um percentual da área da microrregião de 14,70% e representando 0,70% da área do estado; a sua altitude é de 516 metros e as coordenadas geográficas da sede municipal são de 06º45’25’’ de latitude e 36º28’49” de longitude (Wgr). Limita-se ao Norte com o município de Nova Palmeira, distante 12 km; ao Sul com Seridó, a 27 km e Cubati a 24m; Ao Leste com Cuité a 82 km; e a Oeste com o Estado do Rio Grande do Norte, distante 10 km da divisa entre os dois Estados. O seu acesso rodoviário pode ser considerado de boa qualidade, tendo em vista que as cidades de maior relacionamento comercial estão localizadas próximas a mesma.
O relevo do município tem 80% da sua área entre o plano e o ondulado, enquanto que os 20% restantes são do tipo montanhoso. O município é abrangido pela Bacia do Seridó, onde é cortado pelo rio do mesmo nome e pelos riachos do Tamanduá, Caldeirão e dos Ovos. Os seus principais açudes são: Tamanduá – com capacidade de 5,000000m3, que por muitos anos foi utilizado para o abastecimento das cidades de Pedra Lavrada e Cubati. Caldeirão com capacidade de 2.300.000m3, é também utilizado para o abastecimento de Nova Palmeira. Canoa de Dentro - com capacidade de 2.200.000m3, é utilizado para o abastecimento das comunidades próximas e atividades como a piscicultura, agricultura e apicultura.
Os minerais explorados estão divididos em: tantalita, xelita, quartzo, berilo, caulim, calcário, calcedônia, mica, barita, feldspato, entre outros. Segundo dados da prefeitura e sindicato de mineradores, 10% da mão de obra total existente no município é direcionada a exploração de recursos minerais, sendo este percentual mais elevado no período da estiagem.
O município está incluído na área geográfica de abrangência do semiárido brasileiro, definida pelo Ministério da Integração Nacional em 2005. Esta delimitação tem como critérios o índice pluviométrico, o índice de aridez e o risco de seca.
| Dados climatológicos para Pedra Lavrada | Dados climatológicos para Pedra Lavrada | Dados climatológicos para Pedra Lavrada | Dados climatológicos para Pedra Lavrada | Dados climatológicos para Pedra Lavrada | Dados climatológicos para Pedra Lavrada | Dados climatológicos para Pedra Lavrada | Dados climatológicos para Pedra Lavrada | Dados climatológicos para Pedra Lavrada | Dados climatológicos para Pedra Lavrada | Dados climatológicos para Pedra Lavrada | Dados climatológicos para Pedra Lavrada | Dados climatológicos para Pedra Lavrada | Dados climatológicos para Pedra Lavrada |
| Mês                                     | Jan                                     | Fev                                     | Mar                                     | Abr                                     | Mai                                     | Jun                                     | Jul                                     | Ago                                     | Set                                     | Out                                     | Nov                                     | Dez                                     | Ano                                     |
| --------------------------------------- | --------------------------------------- | --------------------------------------- | --------------------------------------- | --------------------------------------- | --------------------------------------- | --------------------------------------- | --------------------------------------- | --------------------------------------- | --------------------------------------- | --------------------------------------- | --------------------------------------- | --------------------------------------- | --------------------------------------- |
| Chuva (mm)                              | 35,3                                    | 64,5                                    | 103                                     | 83,1                                    | 39,6                                    | 25,1                                    | 15,3                                    | 6,8                                     | 1,6                                     | 6,3                                     | 2,9                                     | 9,4                                     | 392,9                                   |
| Fonte: Atlas Pluviométrico da Paraíba   |                                         |                                         |                                         |                                         |                                         |                                         |                                         |                                         |                                         |                                         |                                         |                                         |                                         |

## Educação
Em 1862 chega a Pedra Lavrada o professor Graciliano Fontini Lordão, vindo transferido de Cajazeiras do Rolim e que fixou residência na povoação, como sucessor do primeiro professor público, o coronel Antônio Gomes Arruda Barreto, que havia sido transferido para Catolé do Rocha. O professor Graciliano, vulto de grande destaque no desenvolvimento da povoação, juntamente com o Vigário Marcelino, ampliou a capela e transformou-se num benfeitor da matriz. Foi sucessor do professor Graciliano, o professor Manoel Júlio Rodrigues de Lima, que viveu muitos anos nessa povoação, dando muito de si na formação de sua gente. Outro professor chamado Serafim de Lima, mais conhecido como Joaquim Caipora prestou grandes serviços a comunidade, pois além de professor foi também escrivão público. Dona Santa Albuquerque destacou-se como a primeira professora da povoação (com o nome de Maria Carrilho, casada com Pascoal Barboza de Albuquerque). Outra figura de destaque, no campo da educação, foi o professor Francisco Ferreira de Vasconcelos, que além de professor foi também tabelião público e vereador por 3 legislaturas da Câmara Municipal de Picuí, como representante da então vila de Pedra Lavrada.

### Destaque no Cenário da Educação
Na área intelectual, destaca-se, entre muitos estudiosos, Paulo Bezerra, um dos maiores tradutores da língua russa, tradutor de Dostoiévski. É importante mencionar filhos de Pedra Lavrada que se destacaram e se destacam em muitas áreas, dentre os quais Iranilson Buriti de Oliveira, pós-doutor em História pela Fundação Oswaldo Cruz-RJ, pesquisador e membro ad hoc do CNPq.